# Pablo Colino
Pablo Colino (Pamplona, 25 gennaio 1934) è un religioso, musicista e scrittore spagnolo.

## Biografia
Si è laureato in filosofia e teologia presso l'Università Lateranense di Roma. Ha ottenuto il magistero in Composizione, in Musica Sacra e Direzione Corale presso il Pontificio Istituto di Musica Sacra di Roma. Si è specializzato in Didattica e Pedagogia Musicale secondo i metodi di Justine Ward, Carl Orff, Zoltán Kodály e Émile Jaques-Dalcroze a Parigi, Montserrat, Salisburgo, Kecskemét e Ginevra. Si è specializzato anche in Direzione Corale sotto la guida di Marin Constantin nel Conservatorio di Bucarest e nelle Discipline dell'Arte, Musica e dello Spettacolo (DAMS) nell'Università di Bologna.
Canonico e Maestro di Cappella emerito della Basilica di San Pietro in Vaticano. Accademico e direttore dei corsi di Educazione Musicale e dei Cori dell'Accademia Filarmonica Romana e dell'Accademia Tiberina. Accademico della Real Academia de Bellas Artes de San Fernando di Madrid. Collaboratore della Radiotelevisione Italiana e della Radio Vaticana.
Consulente artistico del Vicariato di Roma (Ufficio Comunicazioni Sociali). Consulente artistico della Regione per il Natale nel Lazio. Consulente artistico del Teatro dell'Opera di Roma, e della Courtial International. Presidente del Congresso Mondiale dei Maestri di Cappella. Membro della Commissione Artistico-Culturale del Vaticano per l'Anno santo 2000.

## Pubblicazioni
Ha pubblicato La voce del fanciullo cantore (Edizioni Paoline), Teoria della Musica e pratica del canto corale, Liber Vesperalis e Liber Cantus ad Laudes matutinas della Basilica di San Pietro. È collaboratore e critico musicale de L'Osservatore Romano.

## Discografia
Ha diretto numerosi concerti in Italia, Spagna, Svizzera, Ungheria, Germania, Paesi Bassi, Francia, Romania, Stati Uniti d'America, Russia e Gran Bretagna ed ha registrato e pubblicato una ventina di dischi tra i quali vanno ricordati i Concerti di Natale trasmessi in mondovisione dalla Televisione italiana nel 1989 e 1990, i mottetti del Cardinale Rafael Merry del Val, il Three Priests con la Sony, e l'Alma Mater con la Universal-Gefen di Londra.

## Premi
- Premio "Il Sagittario d'Oro", 1977, Roma
- Autore dell'Anno della Musica, 1985, Palestrina
- Premio "Platea-Estate", 1988, Roma

| Controllo di autorità | VIAF (EN) 8149106166568491350 · ISNI (EN) 0000 0000 7823 9012 · SBN CFIV149090 · LCCN (EN) no2008105592 · GND (DE) 1125468114 · BNE (ES) XX1150938 (data) · BNF (FR) cb161925079 (data) |